# Datos de referencia
Se define como datos de referencia a aquellos datos, que definen el conjunto de valores permitidos para su uso por otros campos de datos utilizados en bases de datos, data entry o presentación de información. Los datos de referencia son útiles cuando son muy utilizados y referidos con suma frecuencia. Por lo general  los datos de referencia permanecen inalterados con el paso del tiempo, excepto por revisiones ocasionales. 
A menudo los datos de referencia son definidos por organismos gubernamentales, organizaciones profesionales u organizaciones globales, como por ejemplo la norma ISO 3166-1 define los códigos identificadores de países.  En el caso de los códigos de países mencionados se los puede utilizar para elaborar las placas identificadoras de vehículos, los destinos de los vuelos aerocomerciales, identificar el país correspondiente de un pasaporte y toda otra oportunidad en que sea preciso hacer referencia a un país en forma abreviada. 
Por lo general los datos de referencia consisten de una lista de valores permitidos y descripciones de texto adjuntados. 

## Diferencia con otros tipos de datos
Los datos de referencia son distintos de los datos transaccionales y de los datos maestros. Los datos transaccionales son los datos que se producen por las transacciones dentro de las aplicaciones informáticas; por otra parte los datos maestros son los datos que representan las entidades comerciales que participan en las transacciones. Los datos de referencia también se distinguen de los metadatos, que describen la estructura de una entidad. 

## Ejemplos
Ejemplos de datos de referencia incluyen:
- Unidades de medida
- Códigos de países
- Códigos de corporaciones
- Conversión de unidades por ejemplo, peso o temperatura
- Calendario estructura y limitaciones